# ビクトル・ファリアス
ビクトル・エルネスト・ファリアス・ソト（Víctor Ernesto Farías Soto、1940年5月4日 - ）は、チリ・サンティアゴ出身の哲学者・歴史家。マルティン・ハイデッガーの哲学、チリにおけるナチス支持者、チリの左翼に関する研究がある。

## 経歴
チリ・カトリック大学で哲学およびドイツ文献学を学び、その後フライブルクで哲学博士号を取得した。西ドイツ滞在中は、ハイデッガーの他にライナー・マルテン、オイゲン・フィンクといった思想家の研究にも従事した。1971年にチリに帰国するが、1973年のチリ・クーデター後ドイツに戻り、2006年までベルリン自由大学で教鞭をとった。

## 論争
1987年、ファリアスは『ハイデガーとナチズム』を出版し、ジャック・デリダがそれに対し『精神について』（1987年）を著すなど国際的な反響を呼んだ。
2005年に出版した『サルバドール・アジェンデ　反ユダヤ主義と安楽死』では、アジェンデの卒業論文を研究し、そこに見られる反ユダヤ主義を批判した。この本は様々な国で論争を巻き起こし、アジェンデ支持者や現在ではアジェンデ財団が彼の説に対し激しい批判を加えた。ファリアスは2006年にも『サルバドール・アジェンデ　神話の終焉』において、東ドイツの文書館の資料にもとづき、1930年代におけるチリ社会党とナチスとの関係、アジェンデ政権とソ連との関係を明るみに出した。

## 著書
- Los manuscritos de Melquíades (1981)
- La estética de la agresión (1984)
- Heidegger y el Nazismo (1987)
- La izquierda chilena (1969-1973) (2001)
- Los Nazis en Chile (2003, dos tomos)
- Salvador Allende: Antisemitismo y eutanasia (2005)
- Salvador Allende: El fin de un mito (2006)
- Los Documentos Secretos de Salvador Allende. La Caja de Fondos En La Moneda (2010)